# 路易斯·普曼
路易斯·詹姆斯·普曼（英語：Lewis James Pullman，1993年1月29日—）是一名美國男演員。他是演員比爾·普曼的兒子，在西部動作片《左撇子布朗之歌》（2017年）中與他的父親演對手戲，這也是他的電影首秀。他隨後的電影作品包括《只殺陌生人》（2018年）、《壞事大飯店》（2018年）、《信蛇得永生》（2019年）、《捍衛戰士：獨行俠》（2022年）、《椋鳥女孩》（2023年）和《Skincare》（2024年）。
他最為人熟悉的角色是Amazon Prime Video科幻新西部劇集《荒野謎團》（2022年—2024年）中的主角瑞特·艾伯特（Rhett Abbott）、Hulu諷刺黑色喜劇迷你劇《第二十二條軍規》（2019年）中的配角Major Major Major少校，以及Apple TV+歷史劇集迷你劇《化學課》（2023年）中的加爾文·埃文斯（Calvin Evans）。普曼曾獲得黃金時段艾美獎有限劇集/獨立單元劇集及電視電影最佳男配角提名，以及評論家選擇電視劇獎最佳限定影集或電視電影男配角提名。

## 早年生活和教育
普曼是演員比爾·普曼與現代舞蹈家塔瑪拉·赫維茲（Tamara Hurwitz）的兒子。他有一個唱作歌手的妹妹瑪莎（Maesa）和一個製作木偶的哥哥傑克（Jack）。他的母親是一名俄羅斯裔和猶太裔。
他說自己「[在大學時]是拖拉機組的。我想如果演戲不成功的話，我可以在道路組工作，在後面鋤地。」。2015年，他畢業於北卡羅萊納州斯旺納諾亞的沃倫威爾遜學院，取得社會工作學士學位。

## 職業生涯
普曼在Atta Boy樂團中與伊登·布洛林、弗雷迪·雷什（Freddy Reish）及達謝爾·湯普森（Dashel Thompson）一起打鼓。他們在2012年以「異想天開的實驗」發行了第一張專輯《Out of Sorts》。他們的第二張專輯《Big Heart Manners》在睽違八年後於2020年發行。
普曼從2013年的《導師》開始，以幾部短片開始了他的演藝生涯。他不得不在洛杉磯和蒙大拿兩地分居。2015年大學畢業後，他受到電影製作人喬納森·戴頓與瓦萊麗·法里斯的邀請，為沙查·巴隆·科恩和亞馬遜工作室的電視劇《Highston》試镜。2015年9月，他的選角得到確認，劇集也獲得六集的訂單。劇集由普曼擔任主角，他飾演一位19歲的少年，他想像中的朋友都是現實生活中的名人。由Flea和俠客·歐尼爾客串主演的試播集廣受影評人好評。然而在2017年12月，《Highston》僅播出一集就被取消。
普曼於2017年首度演出劇情片《左撇子布朗之歌》，這部西部片由他的父親擔任主角。。他在2017年出演的其他角色包括阿諾·史瓦辛格主導的《空難餘波》、英國劇情片《賽馬皮特》以及廣受好評的電影《勝負反手拍》，後者也是由他的父親主演。
2018年，普曼在恐怖片《只殺陌生人》中擔任主角。雖然與前作相比，該片的評價褒貶不一，但票房卻相當成功，以500萬美元的製作預算賺取了3,210萬美元的票房。同年，他與傑夫·布里吉、辛西婭·艾利沃、達珂塔·強生、喬·漢姆、卡莉·史派妮和克里斯·漢斯沃一起主演《壞事大飯店》關於選角普曼，編劇兼導演德魯·戈達德說：「這是一個很好的老式選角過程。在見了很多很多演員之後，路易斯進來了，你會立即感覺到。老實說，上一次出現這種情況，還是克里斯·漢斯沃來拍的時候。你只是在尋找那些天生就適合這個角色的演員——然後還能超越這個角色。路易斯就有這種魔力。」。電影上映後，影評人普遍給予正面評價，而他的演出也受到肯定，Den of Geek稱其為「傑出的演出」，而《西雅圖時報》則寫道，他「在片中扮演陷入困境的前台文員，充當影片（非常）遲到的道德良知，令人眼前一亮。」
2019年，普曼在喬治·克隆尼領導、改編自1961年小說的Hulu電視劇《第二十二條軍規》中飾演常設角色Major Major Major少校。他也曾主演驚悚片《信蛇得永生》，並在2020年的獨立電影《未來粉紅天空》中飾演小角色。2022年，普曼在亞馬遜劇集《荒野謎團》中飾演瑞特·艾伯特（Rhett Abbott），在湯姆·克魯斯領導的續集《捍衛戰士：獨行俠》中飾演勞勃·「鮑勃」·佛洛伊德上尉（Lieutenant Robert "Bob" Floyd），並在《依然想見你》中擔任浪漫主角。《捍衛戰士：獨行俠》於2019年完成拍攝，但在2022年上映前曾多次延遲；該片在影院的總票房超過14億美元，是普曼迄今為止票房最高的電影。2023年，普曼在《椋鳥女孩》中飾演青年牧師，在《界限》中飾演兄弟會會長，並在威廉·弗莱德金的最後一部電影《凯恩号哗变》中擔任重要角色。他也與布麗·拉森攜手主演Apple TV+迷你劇集《化學課》。2024年，他主演犯罪驚悚片《Skincare》，以及由溫子仁製作、改編自史蒂芬·金1975年小說《撒冷地》的同名恐怖片。他將在預定於2025年上映的漫威電影宇宙電影《雷霆特攻隊*》中飾演鮑伯／哨兵。

## 影視作品

### 電影
| 年份 | 標題                     | 角色                       | 備註 |
| ---- | ------------------------ | -------------------------- | ---- |
| 2017 | 《左撇子布朗之歌》       | Billy Kitchen              |      |
| 2017 | 《空難餘波》             | Adult Samuel               |      |
| 2017 | 《賽馬皮特》             | Dallas                     |      |
| 2017 | 《勝負反手拍》           | 賴瑞·里格斯                |      |
| 2018 | 《只殺陌生人》           | 路克                       |      |
| 2018 | 《壞事大飯店》           | 邁爾斯·米勒                |      |
| 2019 | 《信蛇得永生》           | Garret                     |      |
| 2020 | 《未來粉紅天空》         | Ben                        |      |
| 2022 | 《捍衛戰士：獨行俠》     | 勞勃·「鮑勃」·佛洛伊德上尉 |      |
| 2022 | 《依然想見你》           | Harrison                   |      |
| 2023 | 《椋鳥女孩》             | Owen Taylor                |      |
| 2023 | 《界限》                 | Todd Stevens               |      |
| 2023 | 《凯恩号哗变》           | 湯瑪斯·基弗上尉            |      |
| 2023 | 《Water Rises》          |                            |      |
| 2024 | 《Skincare》             | Jordan Weaver              |      |
| 2024 | 《Riff Raff》            | Rocco                      |      |
| 2024 | 《撒冷镇》               | Ben Mears                  |      |
| 2025 | 《雷霆特攻隊*》          | 鮑伯／哨兵                 |      |
| 2026 | 《復仇者聯盟：末日之戰》 | 鮑伯／哨兵                 |      |

### 電視
| 年份      | 標題               | 角色                    | 備註           | 來源   |
| --------- | ------------------ | ----------------------- | -------------- | ------ |
| 2019      | 《第二十二條軍規》 | Major Major Major Major | 4集            | [ 25 ] |
| 2022–2024 | 《荒野謎團》       | Rhett Abbott            | 主要角色：14集 | [ 29 ] |
| 2023      | 《化學課》         | Calvin Evans            | 8集            | [ 37 ] |

### 短片
| 年份 | 標題                          | 角色           | 備註    |
| ---- | ----------------------------- | -------------- | ------- |
| 2013 | 《The Tutor》                 | James          |         |
| 2015 | 《The Peter Cassidy Project》 | Henry Lovegood |         |
| 2016 | 《Where You Are》             | Adult James    | youtube |
| 2016 | 《The Realest Real》          | Patrick        |         |
| 2018 | 《Craig's Pathetic Freakout》 | Lewis          | youtube |
| 2019 | 《Lefty/Righty》              | Righty         | youtube |
| 2020 | 《The Voice in Your Head》    | Dan            | youtube |
| 2021 | 《Sorry I Missed This》       | Trevor         |         |
| 2024 | 《Guzzle Buddies》            |                | youtube |
| 2024 | 《Diviners》                  |                |         |

## 榮譽
| 年份 | 獎項               | 分類                                      | 作品           | 結果 | 來源   |
| ---- | ------------------ | ----------------------------------------- | -------------- | ---- | ------ |
| 2019 | 土星獎             | 最佳電影男配角                            | 《壞事大飯店》 | 提名 | [ 41 ] |
| 2024 | 評論家選擇電視劇獎 | 最佳限定影集或電視電影男配角              | 《化學課》     | 提名 | [ 42 ] |
| 2024 | 獨立精神獎         | 最佳新有腳本系列配角演出                  | 《化學課》     | 提名 | [ 43 ] |
| 2024 | 黃金時段艾美獎     | 有限劇集/獨立單元劇集及電視電影最佳男配角 | 《化學課》     | 提名 | [ 44 ] |

## 外部連結
- 路易斯·普曼在互联网电影资料库（IMDb）上的資料（英文）